# Pic de Mombasa
Campethera mombassica
Espèce
Statut de conservation UICN

 LC  : Préoccupation mineure
Le Pic de Mombasa (Campethera mombassica) est une espèce d'oiseau de la famille des Picidae. Il se trouve au Kenya, en Somalie et en Tanzanie.
C'est une espèce monotypique.